# Han Shui
Se även Hanfloden (Sydkorea)
Han Shui 汉水 (Hànshuǐ)., även känd som Hanjiang 汉江 (Hànjiāng) eller på svenska Hanfloden,  är Yangtzeflodens största biflod.
Den rinner upp i Qinlingshan i Gansu, passerar Hanzhong i Shaanxi och ansluter till Yangtzefloden vid Wuhan i Hubei och är cirka 1 500 kilometer lång. Han Shui är segelbar till Laohekou, nära gränsen mellan provinserna Hubei och Henan, under sommaren är den farbar för mindre båtar ända upp till staden Hanzhong i Shaanxi, vilken har fått sitt namn från Hanfloden och gett sitt namn åt Handynastin.
Hanjiang är även namnet på en flod i provinsen Guangdong. Den mynnar i Sydkinesiska havet vid staden Shantou.

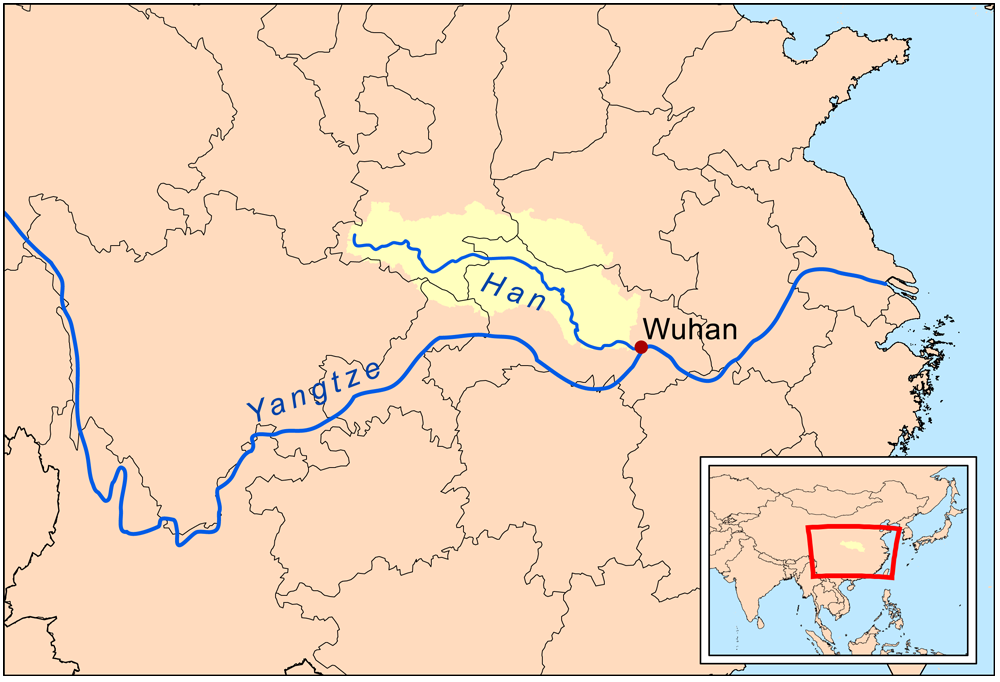
Karta som visar Hanflodens sträckning